# تدی کایومبو
تدی کایومبو (انگلیسی: Teddy Kayombo؛ زادهٔ ۲۵ ژانویهٔ ۱۹۹۱) بازیکن فوتبال اهل فرانسه است.
از باشگاه‌هایی که در آن بازی کرده‌است می‌توان به باشگاه فوتبال متس اشاره کرد.